# Філіп II Тарентський
Філіп II (італ. Filippo II d'Angiò, фр. Philippe II de Tarente; 1329 —25 листопада 1374) — князь Тарентський, князь Ахейський, титулярний імператор Латинської імперії (як Філіп III).

## Життєпис
Походив з Анжу-Сицилійського дому. Старший син Філіпа I, князя Тарентського, від шлюбу з Катериною де Валуа-Куртене. Народився 1329 року.
Після страти угорцями в 1348 році стриєчного брата Карла отримав титул герцога Дураццо. У квітні 1355 одружився з донькою герцога Карла Калабрійського. Після смерті в 1364 році старшого брата Роберта успадкував титул імператора Константинополя й права на Тарент і Ахейю. Водночас їх стала оскаржувати удова померлого Марія де Бурбон. Боротьба з нею та її сином Гуго тривала до 1370 року, коли Марія зрештою продала свої права за 6 тис. золотих.
Водночас 1364 року померла дружина Філіпа. 1370 року він одружився вдруге. У 1373 році він відмовився від прав на Ахейское князівство на користь старшої сестри своєї першої дружини, неаполітанської королеви Джованни I.
Помер 1374 року в Таренте. Його спадкоємцем став небіж Жак де Бо.

## Родина
1. Дружина — Марія, донька Карла, герцога Калабрії
Діти:
- Філіп (д/н—1356)
- Карл (д/н—1358)
- Філіп (1360)
- син (1362)
- син (1364)

2. Дружина — Єлизавета, донька Стефана, герцога Славонії
Діти:
- Філіп (1371)